# Ina Belous
Ina Belous (Russe : Инна сергеевна Белоус), née à Dnipropetrovsk le 1er mars 1960, est une peintre figurative qui travaille ses toiles avec une technique particulière : elle utilise des matériaux hétérogènes (textiles, colles…), qui lui permettent de concevoir des reliefs sur ces toiles, et de jouer avec lors de la mise en peinture.

## Biographie

### Vie privée
Ina Belous se marie avec Mark Tochilkin en 1984 et ils ont une fille en 1986. 

### Carrière
En 1992, dans le cadre d'une exposition collective d'artistes originaires de l'Union Soviétique, Ina Belous est invitée à la Galerie Gordon 39 de Tel-Aviv. 
En 1995, elle participe à une vente de charité au profit de l’association AKIM chez Sotheby’s avec d’autres personnalités, parmi lesquelles Whoopie Goldberg, Yitzhak Rabin,Robert De Niro, Oliver Stone, Mark Tochilkin… En septembre de la même année, à Darmstadt, Ina Belous expose aux côtés de Mark Tochilkin et de Stefan Dousa.
Son œuvre est aussi exposée à l'Univertisté de Camerino, au Palazzo Ducale, en octobre 1995. Marika De Feo, critique d'art contemporain, remarque que l'artiste utilise chaque partie de la toile pour ses compositions, en incorporant des symboles de diverses figures humaines et animales, afin de réaliser un univers complexe et coloré remplit de joie. 
En 2000, Ina Belous fait l'objet d'un article du quotidien israélien Yediot Aharonot, dans lequel on note que depuis dix années, la technique mixte de l'artiste ne suscite pas uniquement la vue de son spectateur, mais éveille aussi le toucher en vertu de la texture particulière créée sur la toile. La texture et la couleur, sont utilisées par l’artiste pour tenter de transmettre une sensation et un état d’esprit. Le spectateur est invité par l'univers pictural de l'artiste à replonger dans le monde de l'enfance. Princes et princesses, animaux de compagnie, fleurs, cœurs et couleurs sont autant d'éléments utilisés dans les compositions, pour égailler les souvenirs.  
En 2003, elle est l'invitée d'honneur au salon des indépendants de Rouen. Le magazine Paris Normandie évoque « cette Ukrainienne très surprenante, artiste au talent peu banal. Son travail chante la culture et les hommes de sa terre natale, dans une gamme surréelle et fantasque »,. Le Journal d'Elbeuf perçoit dans son œuvre « une féminité vitale dotée d'une puissance intérieure capable de transformer la morosité de la vie en une expérience positive et aussi capable de s'exprimer en un langage simple, harmonieux et mystérieux, avec une pointe d'ironie ». Les références au folklore et à l'Europe de l'Est sont nombreuses dans les créations de l'artiste, par ailleurs mises en valeur avec beaucoup de couleurs. La même année, elle reçoit aussi la « Médaille Européenne d’or » ainsi que le prix « Révélation 2003 », au Concours International de Puget-sur-Argens.
En 2004, elle reçoit le prix Leguay-Lebrun-peinture, remis par l’Académie des Beaux-Arts sous la coupole de l’Institut de France, lors d'une séance solennelle du mercredi 24 novembre 2004, présidée par Monsieur Roger Taillibert, président de l'Académie,. Toujours en 2004, elle reçoit la médaille d’or du monde et de la culture et des arts (M.C.A.) lors de l’exposition internationale de Cannes Azur 2004.
En 2005, elle est médaillée de bronze au salon de la Société nationale des beaux-arts, au Carrousel du Louvre, à Paris.
En 2008, elle reçoit la médaille de bronze à la Société des Artistes Français, au Grand Palais.
En 2011, elle participe au Week-end des Arts de Vannes, une exposition-vente en faveur de l'enfance en difficulté du Morbihan, organisée par le Lion's club du Morbihan.
En 2014, elle reçoit le prix Fernand Bivel.

## Œuvre
Selon le critique d’art Grigori Ostrovski, Professeur de l'Université de Jérusalem, spécialiste de l’influence des avant-gardistes russes dans le monde durant les 19e et 20e siècles, « on est frappé par deux caractéristiques contrastées dans le travail créatif d’Ina Belous : la force et la féminité. La première se montre d’elle-même dans l’habilité de l’artiste à « expérimenter » l’objet, en le transformant avec son tempérament comme si elle pouvait faire l’expérience de sa raison d’être et de son utilité, par l’intermédiaire des couleurs, de la composition étudiée, du style et de la dynamique de son travail au pinceau. La seconde, dans le lyrisme de sa perception du monde et son don pour les émotions non retenues, dans une philosophie brillante et aimable et dans une exécution très exigeante en travail, une création originale servie par une technique picturale très personnelle et très élaborée ». Le critique évoque par ailleurs, une atmosphère de fête propre à l’enfance, une envie de croire en des contes. Pour lui, la sensation panthéiste de la nature, sa beauté spirituelle éternelle et invariable constituent la constante toujours présente de la vision créatrice d’Ina Belous.
Selon Marika de Feo, « nous percevons dans son œuvre une féminité vitale dotée d’une puissance intérieure capable de transformer la morosité de la vie en une expérience positive et aussi capable de s’exprimer en un langage simple, harmonieux et mystérieux, avec une pointe d’ironie ? Tout le contraire de certaines peintures post-modernes pleines de ténèbres et de provisions apocalyptiques, le message d’Ina Belous semble nous donner une leçon sur la vie elle-même ».
La curatrice Kziah Alon rappelle que la technique de l'artiste combine tapisserie et peinture. « Où que soient exposées ses œuvres, les visiteurs ne résisteront pas à la tentation de passer un doigt sur le tableau pour en sentir la texture particulière. En regardant, le spectateur essaye de toucher pour comprendre comment les œuvres sont faites. Les tableaux incitent non seulement le sens de la vue, mais aussi le toucher, en raison de leur texture unique ».
Le 28 février 2012, le magazine Vgorode la classe dans le top 5 des personnalités de la ville de Dnipro pour son rayonnement dans le monde. L'article note aussi qu'à Dnipro, on connait peu de choses sur l'artiste. L'article évoque une exposition au Louvre, alors que d'après le curriculum vitae de l'artiste, elle expose à la SNBA, au Carrousel du Louvre cette année.